# Banua Lawas (kabupaten Kotabaru)
Banua Lawas – wieś (desa) w kecamatanie Kelumpang Hulu, w kabupatenie Kotabaru w prowincji Borneo Południowe w Indonezji.
Miejscowość ta leży w południowo-zachodniej części kecamatanu, przy drodze Jalan Jenderal Sudirman.